# 村元哉中
村元哉中（日语：／ Muramoto Kana，1993年3月3日—）生于兵库县明石市，是一名日本女子花样滑冰运动员，主攻冰舞。她的姐姐村元小月同样是从事花样滑冰运动。她在5岁时开始练习花样滑冰，首个国际比赛搭档是野口博一。2015年6月17日，她开始正式和克里斯·里德搭档参赛，直至2017–18赛季。2019年9月，她宣布将在2020年开始和前单人滑选手高橋大輔搭档。